# شهرستان براون (ویسکانسین)
شهرستان براون، ویسکانسین (به انگلیسی: Brown County, Wisconsin) یک سکونتگاه مسکونی در ایالات متحده آمریکا است که در ویسکانسین واقع شده‌است.

## خصوصیات
شهرستان براون ۱٬۵۹۵٫۴۴ کیلومترمربع مساحت دارد.